# Ривас, Мануэль
Мануэ́ль Ри́вас Барро́с (исп. Manuel Rivas Barrós; 24 октября 1957, Ла-Корунья, Галисия, Испания) — испанский прозаик, поэт, публицист и журналист. Один из самых известных и титулованных писателей современной Испании. Его художественный метод критики окрестили «галисийским магическим реализмом».

## Биография
Сын каменщика. После окончания школы переехал в Мадрид, где изучал информатику и журналистику.
Дебютировал в 15-летнем возрасте в газете «El Ideal Gallego». Писал статьи и литературные эссе для испанских газет и телевидения, в том числе «El País», был соредактором «Diario 16» в Галисии.
Пишет, в основном, на галисийском языке. По состоянию на 2017 год Ривас опубликовал 9 сборников стихов, 14 романов и несколько литературных очерков. Считается пионером в современной галисийской литературе.
Один из основателей испанской национальной организации Гринпис, занимал руководящие должности в организации в течение нескольких лет. Сыграл важную роль в информировании населения во время разлива нефти в 2002 году у побережья Галисии.
Живёт в Галисии.

## Поэзия
- Libro de Entroido (1979)
- Balada nas praias do Oeste (1985)
- Mohicania (1987)
- Ningún cisne (1989)
- O pobo da noite (1996)
- О descoñecido ao descoñecido. Obra poética (1980—2003)
- El pueblo de la noche y mohicania revisitada. (2004)
- A desaparición da neve. (2009)
- A boca da terra. (2015)

## Романы
- Todo ben (1985)
- Un millón de vacas (1989),
- Os comedores de patacas (1991)
- En salvaxe compaña (1994)
- Qué me quieres, amor? (1996)
- Bala perdida (1997)
- O lápis do carpinteiro (1998)
- Ela, maldita alma (1999)
- A man dos paíños (2000)
- Galicia, Galicia (2001)
- As chamadas perdidas (2002)
- Contos de Nadal (2004)
- Os libros arden mal (2006)
- Todo é silencio (2010)

## Эссе
- «El bonsái atlántico» (1994)
- «El periodismo es un cuento» (1997)
- «Toxos e flores» (1999)
- Galicia, Galicia (2001)

## Избранные награды
- Премия галисийских критиков (1989)
- Испанская национальная премия (1996)
- Премия Torrente Ballester (1996)
- Премия испанских критиков (1998)
- Премия бельгийской секции Amnesty International (2001)
- Премия Испанской национальной организации слепых
- Премия Гойя (2013, за лучший адаптированный сценарий)
- Член Королевской галисийской академии
- Doctor honoris causa Университета Ла-Коруньи (2011)